# Propsephus unicolor
Propsephus unicolor is een keversoort uit de familie kniptorren (Elateridae). De wetenschappelijke naam van de soort is voor het eerst geldig gepubliceerd in 1893 door Ernest Candèze.